# Ralph Linton
Ralph Linton Gillingham  (Filadelfia, Estados Unidos de América, 27 de febrero de 1893 - 1953), antropólogo.
Ralph Linton es uno de los más destacados antropólogos estadounidenses de mediados del siglo XX. Sus obras El estudio del hombre (1936) y El árbol de la cultura (1955) son contribuciones fundamentales a la antropología. Linton fijó la distinción entre el estatus y el rol.

## Biografía
Ralph Linton nace en el seno de una familia acomodada dueña de una cadena de restaurantes. Sus padres fueron Al Waterman Linton y Maria Elizabeth Gillingham de Isaiah.
Después de graduarse en secundaría en el instituto Friends High School se incorporó a la Universidad de Swarthmore en 1911. Fue un estudiante mediocre que no obtuvo resultados relevantes aun cuando sus padres se empeñaron en que debía de formarse como buen profesional.
Aunque Linton fue un antropólogo prominente, su educación académica fue, en gran parte, en la periferia de la disciplina. La arqueología se constituyó en su mayor interés después de haber participado en una escuela campo en el sureste de los EE. UU., en Nueva Jersey y Nuevo México. Tal fue su interés que pasó un año en una excavación arqueológica en Guatemala. Se graduó en 1915 y al año siguiente obtuvo el Máster en la Universidad de Pensilvania y en 1925 el doctorado en la Universidad Harvard después de haber pasado por la de Columbia. En 1916 se casó con Josephine Foster.
Cuando Estados Unidos se incorporó a la Primera Guerra Mundial Ralph Linton se alistó al ejército, a la 42ª división de infantería o "División Arco iris", en la que realizó un curioso estudio relacionando el nombre de las Divisiones y el Totemismo, siendo enviado a Francia sin que pudiera acabar sus estudios de doctorado. A su vuelta se incorporó a la Universidad de Harvard para finalizar el doctorado y allí coincidió con Earnest Albert Hooton, Alfred Tozzer, y Roland Dixon.
Un año después del comienzo en Harvard formó parte de un equipo de trabajo que estudió el yacimiento de Mesa Verde para luego desplazarse a las Islas Marquesas bajo los auspicios del Bishop Museum de las citadas islas. Fue allí donde cambió su interés de la arqueología a la antropología cultural, aunque no olvidó la arqueología en toda su vida. Volvió de las Marquesas en 1922 y acabó su doctorado en 1925.
Utilizando las influencias conseguidas en Harvard comenzó a trabajar en el Museo de Campo de Chicago donde fue el encargado de la conservación de los materiales indios americanos. Trabajó sobre material de archivo y publicó una serie de artículos y boletines, dentro de la organización del museo, sobre los datos estudiados. En su trabajo en el museo coincidió con Holling Clancy Holling que destacaría posteriormente como escritor de literatura infantil.
Entre 1925 y 1927 se desplazó a Madagascar (África) para realizar una serie de estudios por encargo del museo, referentes a la emigración de los Austronesian desde el este en las Islas Marquesas al oeste en Madagascar. De dicha estancia surgió la obra El Tanala: Una tribu de la colina de Madagascar (1933), la etnografía más detallada que publicaría.
A la vuelta a los Estados Unidos Ralph Linton ingresó en la Universidad de Wisconsin en el departamento de sociología que incluida una nueva unidad de antropología a la que él se incorporaba, y que más adelante se convertiría en un departamento autónomo. De dicho departamento surgieron importantes antropólogos como Clyde Kluckhohn, Marvin Opler y Sol Tax.
Hasta su entrada en Wisconsin Linton había sido un investigador algo romántico. Fue allí donde desarrolló la capacidad de enseñar y publicar como un teórico. Este hecho, combinado con su inclinación para la escritura popular y su encuentro intelectual con Alfred Reginald Radcliffe-Brown (entonces en la Universidad de Chicago) condujo a la publicación de su libro de texto El estudio del hombre (1936). En este período se casó con la que sería su tercera esposa, Adelin Hohlfeld Briggs, que colaboró con él publicando trabajos en común, tales como Halloween a través de veinte siglos.
La publicación de El estudio del hombre estableció a Linton como uno de los mayores teóricos de la antropología, particularmente entre los sociólogos que trabajaron fuera de la corriente principal iniciada por Franz Boas. Consecuencia de este reconocimiento fue que Linton obtuviera, en 1937, cátedra de antropología en la Universidad de Columbia. 
En este período Linton llegó a estar interesado en el problema de la aculturación, trabajando con Robert Redfield y Melville Herskovits en un subcomité social del Consejo de Investigación de la Ciencia del Comité sobre Personalidad y Cultura. El resultado fue un seminario titulado Memorándum para el estudio de Aculturation (1936).
Linton obtuvo fondos públicos para que se pudieran realizar estudios sobre la aculturación. El realizado sobre siete tribus indias americanas que se plasmó en la obra Aculturación en siete tribus americanas, es un ejemplo del trabajo en ese período. El interés de Linton en la corriente antropológica Cultura y personalidad también se expresó en la forma de un seminario que él organizó con Abraham Kardiner en el Instituto Psicoanalítico de Nueva York.
Al inicio de la Segunda Guerra Mundial, Linton llegó a estar implicado en el planteamiento de guerra y sus pensamientos en la guerra y el papel de los Estados Unidos (y de la antropología americana) se podrían considerar en varios trabajos del período de la posguerra, los más notables son posiblemente La ciencia del hombre en la crisis mundial (1945) y La mayoría del mundo. Durante la guerra Linton emprendió un largo viaje a Suramérica, en donde sufrió una obstrucción coronaria.
Después de la guerra Linton se movió a la universidad de Yale, un centro para los antropólogos tales como George Murdock que había colaborado con el gobierno de los Estados Unidos. Enseñó allí a partir la 1946 hasta 1953 y continuó publicando sobre cultura y personalidad. Fue durante este período que comenzó a escribir El árbol de la cultura, una descripción global ambiciosa de la cultura humana. Murió de complicaciones iniciadas en su viaje a Sudamérica la víspera de Navidad, 1953. Su esposa terminó El árbol de la cultura que se convirtió en un libro de texto popular.

## Obra
Entre sus muchas publicaciones destacan:
- Estudio del Hombre (1936).
- Cultura y personalidad (1945).
- Las fronteras psicológicas de la sociedad (1945).
- El árbol de la cultura, de aparición póstuma (1955).
- La ciencia del hombre en la crisis mundial (1945).
- La mayoría del mundo (1945).
- Memorándum para el estudio de Aculturation (1936).